# 中外新闻七日报
《中外新闻七日报》是鸦片战争后香港英文《德臣报》上专辟的周末中文版。1871年3月11日创刊，每逢星期六刊发。由陈言(蔼亭) 主编。它以 “香港第一家沿着华人意旨而办的华文报” 自居。3月25日该报所刊 《告白》 称：对 “选译泰西近事，于国政民情、兵刑工商诸大端，无不采取”，而于 “中国近闻之尤关紧要者，亦复录之不遗”; 还强调说： “本馆设报之意，原不图弋利求本，惟欲中国士商益增识见，扩新耳目。” 它广登国际、国内和本港新闻，曾对普法战争和巴黎公社作过甚为详细的连续报道。同年4月15日起开始有评论，载有 《保民说》、《开煤矿论》、《金银矿论》、《劝人从善论》 等文。7月8日，刊载陈蔼亭所撰 《创设华字日报说略》 一文，阐述其新闻观点。1872年4月6日该报停刊，改出独立发行的《香港华字日报》。

## 发行始末

### 创刊
《中外新闻七日报》创刊于1871年3月11日（辛未年二十一日），主持者就是“西学巨擘”（王韬语）陈言（霭廷）。从此以后，《德臣报》（The China Mail）每周六有一版题为《中外新闻七日报》的中文专页，它其实也就是《香港华字日报》的前身。 

### 停刊
1872年4月6日（壬申年2月29日），也就是《中外新闻七日报》的停刊号，《德臣报》当局还特地在其右上角，登了一则启事，明确指出该中文报将易名为《香港华字日报》独立出版。启事指出：“启者，本馆之七日录自派此期之后，拟改为香港华字日报，定开四板，除礼拜外，间日遣人送派，兼增列货架行情、船舶消息，唯事关创始，未易骤成，故仍俟至三月初旬乃发……”。不仅如此，在《中外新闻七日报》的最后数期，“德臣新闻纸馆”当局还一再刊登长达八百字的“本馆告白”，详述该报设立“唐字新闻纸”（香港华字日报）的目的、方针、内容、对象向读者及发行网等，并敦请各界予以积极的支持。

## 特征及内容

### 版面形式
《中外新闻七日报》每周六附印于《德臣报》。《德臣报》每天出四大版，周末则出版八大版。
《中外新闻七日报》最初四个月刊于《德臣报》的第三版，1871年8月5日以后则移至第七版。
除了创刊号（辛未年正月二十一日，1871年3月11日）中文专页只占全版三分之二的版面之外，《中外新闻七日报》版面的基本样式如下：全版直线分五大栏，每栏栏高105字，横为9字，扣除右边两栏之上端写着《中外新闻七日报》的报名及发行年月日（以阴历书写）的版头（约占72字），全版可容纳4725字。在改版的底边，则清楚表明：“此新闻纸系香港德臣圣地印刻”。

### 内容
《中外新闻七日报》除了1871年3月11日创刊号之外，基本上可以分为下列几方面：（1）本港新闻；（2）中外新闻；（3）选录京报及上海新报等。此外，《中外新闻七日报》也刊登通告和广告，但为数不多。究其原因，主要是因为该报只是附属于《德臣报》的中文专页，《德臣报》本身在其分类广告栏中还继续辟有“Chinese Advertisement”（中文广告）栏，因此，该报关所接受的中文通告和广告，未必一定要刊登于版位有限的《中外新闻七日报》。
《中外新闻七日报》的内容以新闻为主，而且一开始就以“替华人说话”为标榜。虽不可能与英国以及香港殖民地当局公然唱反调，但相对上，很少出现歌颂英国以及香港殖民地当局的文章，更不替他们在中英问题上作任何露骨的辩护。它以香港“首家完全按照华人方针而办的中文报”（ The first Chinese Newspaper ever issued under purely native direction）自居，除了极力劝人为善，提倡“转移习俗”之外，也积极地替当地华人争取民生的改善。《中外新闻七日报》的上述态度，具体地表现在下列的几个问题上：
（1）批评当局厚此薄彼的措施。
在一篇谈论香港水供问题的短评中，该报首先指出：“民非水火不生活，水火之用诚不可一日无也。”接着指出对于这“不可或无之物”，如果不能使之充足，民众必然会发出怨言，特别是由于近日天时旱亢之香港已达到“各处水喉涓滴俱无”的严重地步。尤其令该报愤愤不平的是，在水供问题上，华人区和西人居住之地有截然不同的现象：“附近西人居住之地，则泉源不绝，非近西人居住之地则日夜全无。”该报怀疑其中有人“暗为扼制”，并指出居港华民在这个问题上，已达到“不敢言而敢怒”的程度。该报同时指出，居港华民同样缴纳水火费，不该受到不平等的待遇（“盖水火之饷，均以按租输纳，故应中外如一，无分彼疆此界”）。不仅如此，该报还主张华民联名向华民政务司申诉，吁请当局以民为本、重视民生的改善。这篇评论文章，显然是表达了华民社会的心声，发挥了舆论的作用。
（2）批评当局设赌馆征税的政策。
从创刊开始，《中外新闻七日报》就极力主张香港当局应当明文禁赌。在报道一则因赌而失信的法庭新闻时，该报便借题发挥地写道：“噫！赌博之害人甚矣哉。倾家产、干典刑、丧廉耻、陷性命，其弊必至于如此。此明赌之所以当禁也。”它接着指出：“明赌则人甚以赌为无伤，而犯之者多矣。即禁而赌未能尽革，则稍加自好者必不陷入其中，赌风庶几稍靖。今衙中按牍累为因赌而致亏空者，几于不胜枚举，然赌馆之开闭多而利少也明矣！为上者曷不加意哉！”换句话说，该报认为禁赌固然无法达到尽除赌博之风气，但至少可以使赌博风不至于过于炽热。因为这样一来，稍知自爱者必不会参加。它吁请当局重加考虑，废除这“弊多利少”，准许合法赌博的政策。
同日，该报在报道有关前任香港总督在英京接受“巴图鲁男”号之衔头时，就很委婉地指出：麦总督（指麦当奴，Sir Richard Graves MacDonnel, 1814-1879)在香港的一切政事，“雷厉风行、兴利除弊，令人景仰，唯开设赌馆收税饷一节，未免有沾其清名”。正是基于上述的立场，该报无时无刻不发出诸如“赌为盗源，诱盗无殊于诱赌”，禁赌一节乃本港风俗盛衰所系诚非小故“等评论。
与此同时，该报也一再报导香港士商联名呈禀英京，要求禁赌的新闻。1871年12月23日，该报在最显著的头条位置，刊登了一则独家新闻，全文如下：”前录港中赌博革除之举，现已访得实耗，在于英京正月一日即唐末之本月二十一日。兴利除弊，此虽居官之首务，而此都人士亦与受其爱育恩焉。”一个月后，《中外新闻七日报》再进一步证实独家新闻并非臆测之余，还写了一篇类似“新闻解说”的文章，详述麦都宪当年（1867年）决定让赌博合法化的社会背景。该报对有关事宜，一向颇有微词，但在争取到禁赌目的之后，仍得颂赞港督当年并非存有恶意，而系出自爱民之心，多少反映该报作为西报《德臣报》中文专页不得不持有之慎重态度。
《中外新闻七日报》还十分重视“猪仔问题”，除了经常报道“猪仔船”不幸沉没及描绘出外谋生者的悲惨遭遇之外，还向中国当局提出了“保远民”及“设领事馆”的积极主张。在《保民说》的长文中，该报就指出：随着华民出洋谋生者日益增多，中国当局应考虑华人聚居之处如新金山、旧金山、秘鲁等地设立领事馆或派遣钦差大臣，保护华侨的基本利益。该报认为西国既然可以在中国设立领事馆，派钦差大臣到中国保护侨民之利益，中国当然也可以在西国设立使馆。它认为，保护侨民是清廷应负起的任务。1871年8月5日，该报在报道秘鲁的劳工要求当局仿照西国，派驻钦差领事，以免华民受侮辱消息时，再度发出同样的呼吁。该报上述的主张，毫无疑问地受到清廷洋务派的重视。
与此同时，《中国新闻七日报》也发表了不少要求清廷重视洋务，采取富国强兵政策的评论。这些评论为数不像后来的《循环日报》那么多，但基本观点却是一致的。例如，在一篇题为《开煤矿论》的文章中，该报即以英国为例，指出煤矿是国家“富国强兵”之“至宝之物”。它认为中国盛产煤、铁，只要认真开采，即可铸铁炮、作舟车，制造一切机器而凌驾欧洲。在《金银矿论》一文中，该报则进一步呼吁当局重视“地宝”之开采，认为它是消除“国困民穷”，改善民生刻不容缓的措施。
至于介绍欧洲时局（如普法战争）及比较中日两国与西方通商后国情变化的文章，也常见诸于报上。这一切，都清楚反映了该报主持人对中国富强的殷切期望，处处流露出对自己祖国的关怀与强烈的民族意识。
此外，值得注意的是，1871年正是港、沪（上海）海底电缆开通，电报正式启用的年代。该报不但花了不少篇幅介绍电波功用，也刊登了不少来自电报的国外消息。从国外传抵中国的消息，在时间上是大大地缩短了。

### 特征
《中外新闻七日报》作为《香港华字日报》的“试验版”，是附印于《德臣报》的中文专页，但从一开始就以一种与母报完全不同的姿态出现。它不但向中国读者介绍了西方的报业观念（如“至新至真”等原则等），也标榜为华人说话而以华人舆论界的代表自居，它所刊登的评论文章为数虽然不多，但在新闻报道中，却无时无刻不在贯彻争取华民社会利益及教育民众、劝人为善的主张。其虽不可能由华人全面主宰编辑方针，却显然是努力朝着反映华人的意愿迈进。

## 评价
著于1935年的《中国报学史》（戈公振著）在言及中文早期日报时是这样评价《中外新闻七日报》：“惟岁月既久，人事变更，今巍然尚存者，只上海之《申报》与《新闻报》，香港之《华字日报》三种耳”。